# Kadam kadam badhaje ja
„Kadam kadam badhaje ja“ (v dévanágarí क़दम क़दम बढ़ाये जा; v urdštině قدم قدم بڑھائے جا; česky Pochodujte vpřed) je indická vojenská pochodová skladba, kterou složil vojenský hudební skladatel Ram Singh Thakuri v roce 1942.

## Vznik skladby
Pochod byl složen v roce 1942 pro jednotky projaponského indického státu Ázád Hind pod vedením vůdce Indického národního kongresu Subháše Čandry Bóse. Pochod byl tehdy použit i za přítomnosti svobodné indické legie z nacistického Německa. Hudbu složil Ram Singh Thakuri a slova ke skladbě opatřil básník Vanšidhar Šukla. Po obnovení britské vlády v Indii v roce 1945 byl pochod zakázán. Po vyhlášení nezávislosti Indie v roce 1947 byl pochod opět povolen a stal oficiální rychlou pochodovou skladbou Indické armády.

## Užívání
Indická armáda pochod používá při každoroční vojenské přehlídce k výročí dne republiky 26. ledna v Novém Dillí. Skladba se stala populární vlasteneckou skladbou a byla nahrána mnoha indeprety, jako např. indickým hudebníkem Allahem Rakhem Rahmanem.

## Text
| Slova v hindštině क़दम क़दम बढ़ाये जा ख़ुशी के गीत गाये जा ये ज़िंदगी है क़ौम की तू क़ौम पे लुटाये जा तू शेर-ए-हिन्द आगे बढ़ मरने से तू कभी न डर उड़ा के दुश्मनों का सर जोश-ए-वतन बढ़ाये जा क़दम क़दम बढ़ाये जा ख़ुशी के गीत गाये जा ये ज़िंदगी है क़ौम की तू क़ौम पे लुटाये जा हिम्मत तेरी बढ़ती रहे ख़ुदा तेरी सुनता रहे जो सामने तेरे खड़े तू ख़ाक़ में मिलाये जा क़दम क़दम बढ़ाये जा ख़ुशी के गीत गाये जा ये ज़िंदगी है क़ौम की तू क़ौम पे लुटाये जा चलो दिल्ली पुकार के क़ौमी-निशाँ संभाल के लाल क़िले पे गाड़ के लहराये जा लहराये जा क़दम क़दम बढ़ाये जा ख़ुशी के गीत गाये जा ये ज़िंदगी है क़ौम की तू क़ौम पे लुटाये जा | Slova v urdštině قدم قدم بڑھائے جا خوشی کے گیت گائے جا یہ زندگی ہے قوم کی تو قوم پے لٹائے جا تو شیر ہند آگے بڑھ مرنے سے تو کبھی نہ ڈر اڑا کے دشمنوں کا سر جوش وطن بڑھائے جا قدم قدم بڑھائے جا خوشی کے گیت گائے جا یہ زندگی ہے قوم کی تو قوم پے لٹائے جا ہمت تیری بڑھتی رہے خدا تیری سنتا رہے جو سامنے تیرے کھڑے تو خاک میں ملائے جا قدم قدم بڑھائے جا خوشی کے گیت گائے جا یہ زندگی ہے قوم کی تو قوم پے لٹائے جا چلو دلی پکار کے قومی نشاں سمبھال کے لال قلعے پے گاڑ کے لہرائے جا لہرائے جا قدم قدم بڑھائے جا خوشی کے گیت گائے جا یہ زندگی ہے قوم کی تو قوم پے لٹائے جا | Latinská transkripce Qadam qadam baṛhāye jā khushī ke gīt gāye jā ye zindagī hai qaum kī tū qaum pe lutāye jā Tū sher-e-hind āge baṛh marne se tū kabhī na dar uṛā ke dushmanon kā sar josh-e-watan baṛhāye jā Qadam qadam baṛhāye jā khushī ke gīt gāye jā ye zindagī hai qaum kī tū qaum pe lutāye jā Himmat terī baṛhtī rahe khudā terī suntā rahe jo sāmne tere khaṛe tū khāq men milāye jā Qadam qadam baṛhāye jā khushī ke gīt gāye jāv ye zindagī hai qaum kī tū qaum pe lutāye jā Chalo dillī pukār ke qaumī-nishān sambhāl kev Lāl qile pe gāṛ ke lahrāye jā lahrāye jā Qadam qadam baṛhāye jā khushī ke gīt gāye jā ye zindagī hai qaum kī tū qaum pe lutāye jā | Překlad Krok po kroku pochodujte vpřed, za zpěvu písní štěstí! Náš život patří národu, strávíme ho ve službě svému národu! Ty lve Indie, jen stále postupuj vpřed, nikdy se neboj zemřít. Při ustřelení hlavy nepříteli, pozvedni ducha svého národa! Krok po kroku pochodujte vpřed, za zpěvu písní štěstí! Náš život patří národu, strávíme ho ve službě svému národu! Ať tvá odvaha stále roste, kéž ti Bůh stále naslouchá. Kdokoli ti stojí v cestě, ať se promění v popel! Krok po kroku pochodujte vpřed, za zpěvu písní štěstí! Náš život patří národu, strávíme ho ve službě svému národu! Ať je "Směrem k Dillí" tvým válečným pokřikem, pozvedni prapor národa, a vztyč ho na červené pevnosti, ať vlaje, ať vlaje! Krok po kroku pochodujte vpřed, za zpěvu písní štěstí! Náš život patří národu, strávíme ho ve službě svému národu! |